# نهائي كأس رابطة الأندية الإنجليزية المحترفة 1971
نهائي كأس رابطة الأندية الإنجليزية المحترفة 1971 هي المباراة النهائية من منافسة كأس رابطة الأندية الإنجليزية المحترفة 1970–71، أقيمت المباراة في 27 فبراير 1971، في ملعب ويمبلي، بين فريقي توتنهام هوتسبير، وأستون فيلا، وفاز فيها توتنهام هوتسبير، بعد أن هزم أستون فيلا، بنتيجة 2 - 0، وكان حكم المباراة Jim Finney ‏.

## تفاصيل المباراة
لعبت المباراة النهائية في 27 فبراير 1971.
| توتنهام هوتسبير | 2 -0 | أستون فيلا |
| --------------- | ---- | ---------- |
|                 |      |            |